# Laamria
Laamria (franska: Laamria (CR), Laamria (Commune Rurale), arabiska: لعكاكشة) är en kommun i Marocko.   Den ligger i provinsen Sidi Bennour och regionen Casablanca-Settat, 190 km sydväst om huvudstaden Rabat. Antalet invånare är 13 314.